# Hubertus Müller-Groeling
Hubertus Müller-Groeling (* 9. November 1929 in Osterode, Ostpreußen; † 24. Oktober 2019 in Kiel) war ein deutscher Wirtschaftswissenschaftler.

## Leben

### Familie
Hubertus Müller-Groeling war der Sohn des Domänenpächters Hubert Müller und dessen Ehefrau Gabriele (geb. von Groeling) aus Karolinenhof im Kreis Osterode.
In Heidelberg heiratete er Maria, eine Tochter des Regierungsbaurats Walter Freiwald, die später Oberstudienrätin an der Heinrich-Heine-Schule Heikendorf wurde.

### Werdegang
Müller-Groeling besuchte die Dorfschule in Döhringen und wechselte 1940 auf die Herderschule, Oberschule für Jungen, in Mohrungen; er besuchte diese Schule vom Schülerheim in Mohrungen aus bis zur Flucht 1945, die in Bremen endete, wo er 1951 sein Abitur machte.
Nach der schulischen Ausbildung erlernte er den Beruf des Industriekaufmanns, studierte danach Wirtschaftswissenschaft an der Ruprecht-Karls-Universität Heidelberg und legte 1957 sein Examen als Volkswirt ab. Er wurde 1964 an der Universität des Saarlandes mit seiner Dissertation Maximierung des sozialen Gesamtnutzens und Einkommensgleichheit promoviert. Von 1959 bis 1968 war er dort Assistent, wechselte 1969, gemeinsam mit seinem Lehrer Herbert Giersch, an die Christian-Albrechts-Universität Kiel und war von 1970 bis 1994 am Kieler Institut für Weltwirtschaft tätig. Von 1983 bis 1994 war er Direktor an diesem Institut und von 1989 bis 1994 dessen Vizepräsident.
Von 1973 bis 1987 war Müller-Groeling Mitglied des Kuratoriums der Friedrich-Naumann-Stiftung, von 1987 bis 1991 stellvertretender Vorsitzender und bis 2007 Mitglied im Vorstand. Von 1987 bis 2003 war er Vorsitzender des Auswahlausschusses der Begabtenförderung der Stiftung. Er war zeitweilig Mitglied im Kuratorium der Wolf-Erich-Kellner-Gedächtnisstiftung. Er war Mitglied der American Economic Association, der Royal Economic Society und der Gesellschaft für Wirtschaftswissenschaft.

## Schriften
- Maximierung des sozialen Gesamtnutzens und Einkommensgleichheit, Saarbrücken 1964.
- mit Haruhiro Fukui, Peter H. Merkl (Hrsg.): Politics of Economic Change in Postwar Japan and West Germany, Vol. 1: Macroeconomic Conditions and Policy Responses. Macmillan, Basingstoke, Hampshire 1993, ISBN 0-333-54395-5, ISBN 0-312-08048-4.
- (Hrsg.): Reform des Föderalismus. Kleine Festgabe für Otto Graf Lambsdorff. Hrsg. vom Liberalen Institut der Friedrich-Naumann-Stiftung für die Freiheit, Liberal-Verlag, 5. Aufl., Berlin 2007, ISBN 978-3-920590-01-1.